# 428 a.C.
Il 428 a.C. (CDXXVIII a.C. in numeri romani) è un anno  del V secolo a.C.

## Eventi
- Euripide vince il primo premio alle Grandi Dionisie di Atene con la tragedia Ippolito
- Terza invasione di Archidamo II in Attica
- Mitilene si rivolta alla Lega Delio-Attica
- Roma: 
  - Consoli Tito Quinzio Peno Cincinnato II e Aulo Cornelio Cosso

## Nati
- Platone, filosofo e politico greco antico

- Archita, filosofo, matematico e politico greco antico († 360 a.C.)

## Morti
- Anassagora, filosofo greco antico, maestro di Socrate

- Lisicle, politico e militare ateniese